# New Jersey (албум)
New Jersey е четвъртият студиен албум на американската рок група Бон Джоуви. Издаден е на 13 септември 1988 г. Албумът се продава в повече от 18 милиона копия по целия свят.

## Песни
1. Lay Your Hands On Me
2. Bad Medicine
3. Born To Be My Baby
4. Living In Sin
5. Blood On Blood
6. Homebound Train
7. Wild Is The Wind
8. Ride Cowboy Ride
9. Stick To Your Guns
10. I'll Be There For You
11. 99 In The Shade
12. Love For Sale